# Lavardin (grad)
Zidani donžon izvira iz 1070, kasneje so gospodje Lavardinski dozidali stolpe in trojno obzidje (?), s čimer je grad postal eden najutrjenejših v Vendômoisu. Tako ga Rihard Levjesrčni, ki je bil že osvojil Troo in Montoire, ni mogel zavzeti. Grad so prezidavali še v 14. in 15. stoletju. 1590 ga je na povelje Henrika IV. tri tedne oblegal Conti; ligaše so razgnali, grad pa porušili. Še danes je grad – razen oglatega stolpa na vrhu griča ter nižjega oblega stolpa – v ruševinah. 